# Timorska ploča
Timorska ploča je mikroploča u jugoistočnoj Aziji koja nosi otok Timor i okolne otoke. Australska ploča subduktira ispod južnog ruba ploče, dok se mala divergentna granica nalazi na istočnom rubu. Granica s Pločom Bandskog mora na sjeveru je konvergentna, a na zapadu je transformni rasjed prema ploči Sunda.